# Eois flavifulva
Eois flavifulva là một loài bướm đêm trong họ Geometridae.